# Alucita molliflua
Alucita molliflua är en fjärilsart som beskrevs av Edward Meyrick 1927. Alucita molliflua ingår i släktet Alucita och familjen mångfliksmott, (Alucitidae). Inga underarter finns listade i Catalogue of Life.